# 乐陵市图书馆
乐陵市图书馆是中华人民共和国山东省乐陵市的市立图书馆，总馆位于乐陵市渤海南大街文化博览中心片区南部。新馆于2021年启用，元宝湖旧馆作为分馆运营。图书馆隶属于市文化和旅游局，为市民提供图书借阅和文化服务。

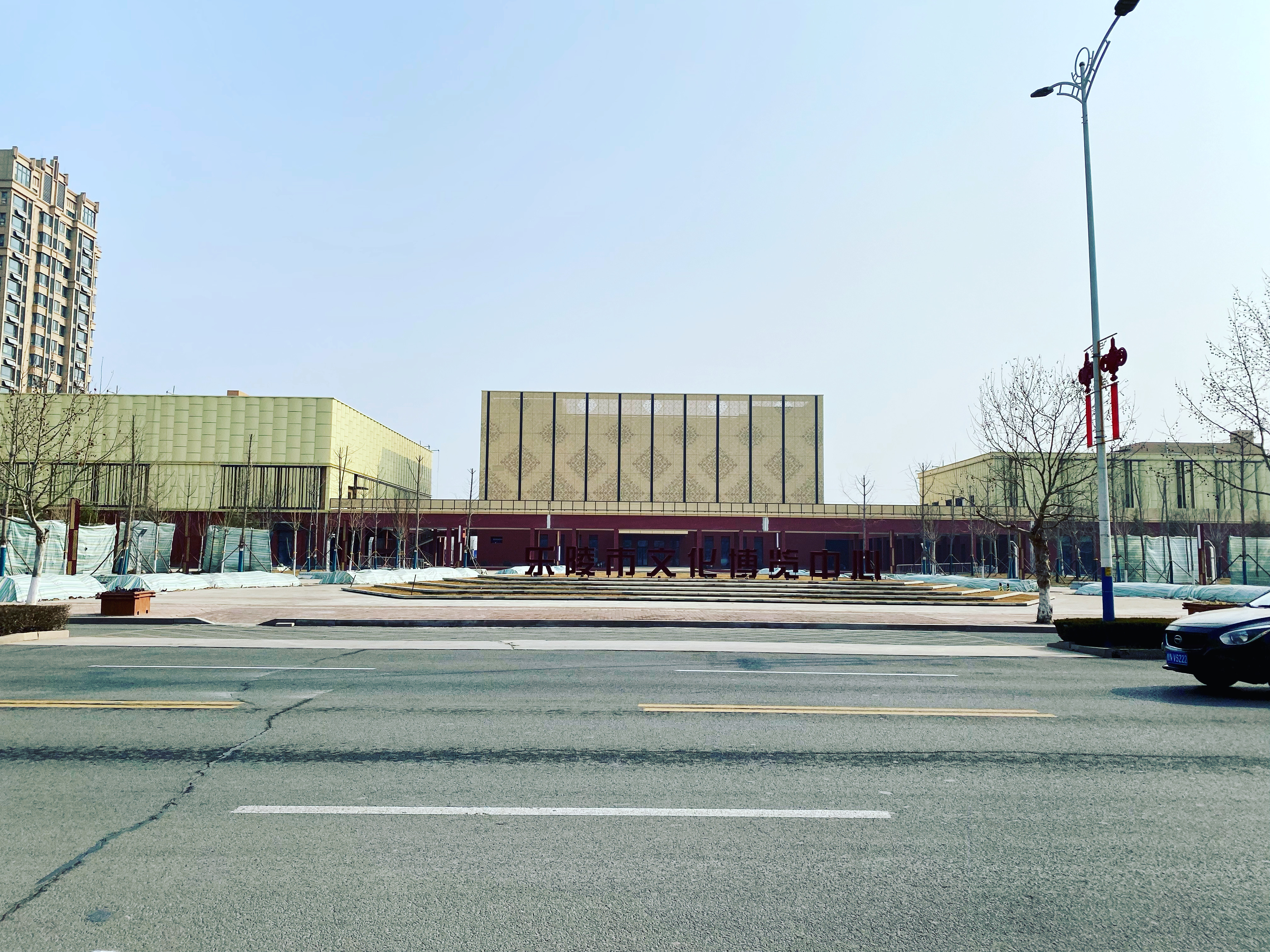
右侧为图书馆楼